# 175718 Wuzhengyi
175718 Wuzhengyi este un asteroid din centura principală de asteroizi.

## Descriere
175718 Wuzhengyi este un asteroid din centura principală de asteroizi. A fost descoperit pe 2 februarie 1997 la Xinglong în cadrul programului Beijing Schmidt CCD Asteroid Program. Asteroidul prezintă o orbită caracterizată de o semiaxă mare de 2,37 ua, o excentricitate de 0,15 și o înclinație de 2,3° în raport cu ecliptica.